# Хусни, Ильес
Илье́с Хусни́ (фр. Ilyes Housni; родился 14 мая 2005, Кретей) — марокканский и французский футболист, нападающий клуба «Пари Сен-Жермен».

## Клубная карьера
Уроженец Кретея (Иль-де-Франс). Выступал за молодёжные команды клубов «Боннёй», «Кретей», «Жуанвиль», «Париж», «Обервилье». В 2019 году стал игроком футбольной академии клуба «Пари Сен-Жермен».
30 декабря 2022 года подписал свой первый профессиональный контракт с «Пари Сен-Жермен» до июня 2026 года. 6 января 2023 года дебютировал за «парижан» в матче Кубка Франции против «Шатору», выйдя на замену Карлосу Солеру на 86-й минуте. 11 февраля 2023 года дебютировал во французской Лиге 1, выйдя на замену Юго Экитике в матче против «Монако».
В сентябре 2023 года отправился в сезонную аренду в катарский клуб «Аль-Садд».

## Карьера в сборной
В августе 2021 года дебютировал за сборную Франции до 17 лет в матче против сверстников из Испании. В сентябре 2022 года дебютировал за сборную Франции до 18 лет на турнире в Лиможе, забив голы в матчах со сборными Шотландии и Польши.

## Стиль игры
Может выступать на разных позициях в атаке, чаще всего в роли центрального нападающего или левого вингера.
Отличается высокой скоростью и мастерством, грамотно подключается к атакам из глубины поля.

## Достижения
«Пари Сен-Жермен»
- Чемпион Франции: 2022/23